# 타카츠 카리노
타카츠 카리노(일본어: 高津 カリノ 다카쓰 가리노[*]), 1982년 7월 20일 - )는 일본 홋카이도 출신의 여성 만화가이다. 혈액형은 O형.

## 경력
2004년 12월, 창간 2호를 맞은 "영 간간" 1호(스퀘어 에닉스)에 게재한 《WORKING!!》으로 데뷔했다.
만화상 등은 수상한 적이 없고, 2002년부터 시작한 웹 만화 활동 중에 스카우트되어 상업에 진출했다. 웹 만화에서 활동 당시의 닉네임은 「가하코」이며, 공식 웹사이트를 아는 팬은 때때로 「타카츠 카리노」가 아니라 「가하코」라 부른다. 공식 웹사이트는 지금도 작품이 공개・갱신되고 있다.
《WORKING!!》은 패밀리 레스토랑의 아르바이트 활동을, 《서번트×서비스》는 구청의 공무원을 주제로 한 만화이지만, 작가 자신도 패밀리 레스토랑이나 구청에서 일한 경험이 있다.

## 작풍
- 작품의 대부분을 4컷 만화가 차지하며, 이른바 스토리 4컷의 형식을 다루고 있다. 이미 존재하는 4컷 만화에서 파생해서, 번외편적으로 쇼트 만화 등을 그리는 경우도 있다.
- 등장 인물의 캐릭터성을 의식한 작풍이 특징으로, 대부분 인물끼리의 교섭으로 이야기가 진행되고 있다. 또한, 등장하는 캐릭터가 연인이거나 서로 이끌리고 있는 경우가 많다. 남녀간의 인간 관계의 착각으로 인한 안정된 개그도 작가의 작풍 중 하나의 특징을 형성하고 있다.
- "영 간간"의 메일 매거진의 인터뷰에서 「편애하는 캐릭터는 만들지 않고, 최대한 객관적으로 작품을 보려 하고 있다」라고 답했다. 그러나 작화적으로는 여성을 그리는 것이 편하기 때문에 여성이 우위에 서 있는 관계성을 많이 볼 수 있다.
- 여성의 흉부 사이즈에 관한 화제를 소재로 하는 경우가 많다. (특히, 슬렌더한 여성과 클래머한 여성을 대바시키는 형식으로) 블로그 등의 「낙서 만화」는 물론이고 상업 잡지에서도 자주 거론되는 경향이 있다.

## 인물
- 유행성귀밑샘염의 합병증으로 난청, 바제도병, 공황 장애를 앓고 있다.

## 작품 리스트

### 상업 작품
- WORKING!! (2004년 - 2014년, 영 간간, 스퀘어 에닉스) - 전 13권
- WORKING!! RE:오더 (2015년, 영 간간, 스퀘어 에닉스)
- 서번트×서비스 (2007년 - 2014년, 증간 영 간간・증간 영 간간 빅・월간 빅 간간, 스퀘어 에닉스) - 전 4권
- 나츠메넷! (2008년, 주간 소년 선데이 11호, 쇼가쿠칸) ※단편
- 방과후 메이즈 (2011년, 월간 소년 간간 7월호, 스퀘어 에닉스) ※단편, WORKING!! 관련 작품, 소년 간간 귀가부 앤솔로지의 일부
- 내 여친이 왠지 요괴（2011년 - 연재 중, 월간 소년 간간 2011년 10월호, 2012년 12월호 - 2013년 2월호, 2014년 4월호 재게재, 스퀘어 에닉스)
- 더스트 박스 2.5 (2015년 - 연재 중, 영 간간, 스퀘어 에닉스)

### 웹 만화
- 나츠메넷 (2011년 1월 1일 - 연재 중) ※나츠메닛!의 리메이크 및 연재화
- 부타이우라 (2002년 - 2008년 8월 30일, 영 간간 코믹스) - 전 2권
- WORKING!! (2002년 - 2012년 5월 20일)

### 동인지
- WORKING!!
- 부타이우라
  - 작가가 이벤트에 나오지 않은 수수께끼의 히키코모리 개인 오리지널 서클 「우론야」를 만들어 발행했다.
  - 사이트에 게재된 본편, 신작, 후기가 수록되어 있다.